# Ђуро Пећанац Ђурекан
Ђуро Пећанац Ђурекан (Суваја, код Босанског Петровца, 1916 — Бравско, код Босанског Петровца, 5. мај 1942), учесник Народноослободилачке борбе и народни херој Југославије.

## Биографија
Рођен је 1916. године у селу Суваја, удаљеном шест километара од Босанског Петровца. Потиче из земљорадничке породице. Његови родитељи - отац Станко и мајка Анђа (рођена Милановић), имали су поред Ђуре још четворо деце - синове Тому и Милана и ћерке Мару и Милку. Ђуро је основну школу завршио у родном селу, а потом је похађао грађанску школу у Босанком Петровцу. Његов најстарији брат Тома је био зидар и одлазио је на рад у Београд, па је своју млађу браћу Ђуру и Милана послао на школовање у Сарајево. Ђуро је тамо завршио Трговачку школу, а потом је отишао на одслужење војног рока у место Ђевђелију, на граници Грчке и Македоније.
Априлски рат и окупација Краљевине Југославије, 1941. године, затекли су га у Македонији. Пошто је успео да избегне заробљавање, са групом наоружаних војника, пробио се до Босанске крајине. По доласку у родни крај, повезао се са активистима Народноослободилачки покрет, који су радили на организовању устанка у Босанској крајини. Укључио се у покрет и активно радио на припремама за оружану борбу — радио је на сакупљању оружја и другог ратног материјала, као и окупљању бораца и симпатизера.
Већ у првим борбама, у којима је учествовао, истакао се као узоран и храбар борац. Посебно се истакао у борби с надмоћнијим непријатељским снагама, које су покушавале да разбију блокаду Босанског Петровца и да успоставе саобраћај на путу Босански Петровац-Бихаћ и у акцији на Меденом пољу, августа 1941. године, када су уништена три камиона с усташама и заплењена три пушкомитраљеза, један тешки митраљез и друга ратна опрема. Тада је из Босанског Петровца непријатељ пошао тенковима у помоћ нападнутим усташама. Многи борци, били су изненађени доласком тенкова и поколебали су се. Ђуро се тада самоиницијативно ставио на чело групе бораца која се бомбама супротставила тенковима, и тиме омогућила безбедно повлачење остатка бораца.
Новембра 1941. године, као награду за оданост Народноослободилачком покрету и показану храброст у дотадашњим борбама, примљен је у чланство Комунистичке партије Југославије (КПЈ) и постављен на дужност заменика политичког комесара Вођеничке партизанске чете Петог крајишког партизанског одреда. Недуго затим, јануара 1942. постао је политички комесар чете.
Почетком јануара 1942. године са својом четом је учествовао у борбама у Подгрмечу. Његова чета, као једна од најбољих партизанских чета у Босанској крајини, учествовала је разбијању четничких снага на терену Мркоњић Града. У току зиме 1941/42. године у огорченим борбама с четницима, са својом четом присилио је цео четнички батаљон на предају.
Почетком маја 1942. године, по повратку у петровачки крај, његова чета је учествовала у вишедневним борбама које су јединице Првог и Петог крајишког партизанског одреда водиле против надмоћнијих снага из италијанске дивизије „Сисари“, које су се повлачиле из Босанског Петроваца и Кључа, ка Далмацији. Огорчена борба, коју је Ђурова чета водила 5. маја 1942. године у близини села Бравско, трајала је седам и по часова без прекида. У овој борби, Ђуро је био најпре рањен, а потом је покушавајући да притекне у помоћ рањеном другу, био смртно погођен.
Сахрањен је сутрадан 6. маја 1942. године у родном селу Суваји, на гробљу поред цркве.
Указом Президијума Народне скупштине Федеративне Народне Републике Југославије, 24. јула 1953. године, проглашен је за народног хероја.
У знак сећања на њега, основна школа у његовом родној селу носила је до почетка рата у Босни и Херцеговини, назив „Ђуро Пећанац Ђурекан“. У Босанском Петровцу, у парку Народних хероја, била је постављена Ђурина биста, која је уклоњена током рата 1995. године, али је касније враћена.